# Walter Mahlendorf
Walter Mahlendorf   (Sarstedt, 4 de gener de 1935) és un atleta alemany ja retirat, especialista en curses de velocitat, que va competir durant les dècades de 1950 i 1960.
El 1960 va prendre part en els Jocs Olímpics d'Estiu de Roma, on disputà dues proves del programa d'atletisme. Formant equip amb Bernd Cullmann, Armin Hary i Martin Lauer, guanyà la medalla d'or en els 4x100 metres, alhora que igualaven el rècord del món, mentre en els 100 metres quedà eliminat en sèries.
En el seu palmarès també destaca una medalla d'or en els 4x100 metres al Campionat d'Europa d'atletisme de 1958. Formà equip amb Armin Hary, Heinz Fütterer i Manfred Germar. A nivell nacional no guanyà cap campionat nacional, però fou subcampió en la prova dels 200 metres el 1959 i medalla de bronze en els 100 metres el 1960.

## Millors marques
- 100 metres. 10.4" (1958)[1]